# Agustín Gamarra

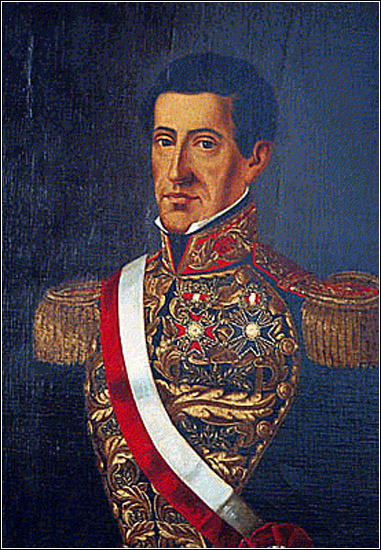
Porträt von Agustín Gamarra

Agustín Gamarra (* 27. August 1785 in Cuzco; † 18. November 1841 in Ingavi, Bolivien) war peruanischer General und Staatspräsident von Peru vom 1. September 1829 bis zum 20. Dezember 1833 und ein 2. Mal vom 25. August 1838 bis zum 18. November 1841.
Gamarra studierte Theologie am Colegio San Francisco de Asís in Cuzco, trat aber vor Abschluss des Studiums als Freiwilliger in die spanische Armee ein. Er diente in Bolivien, kämpfte gegen Argentinien und wurde bis zum Oberstleutnant befördert. 1821 wurde er nach Lima abkommandiert und wurde Befehlshaber des 2. Bataillons des Regiments von Cuzco. Hier schloss er sich den Unabhängigen an und wurde zum Oberst und zum Brigadegeneral befördert. Bis 1824 diente er unter Simón Bolívar und Antonio José de Sucre.
Danach wurde er Präfekt von Cuzco und ab 1828 Oberbefehlshaber der Armee in den Kämpfen gegen Bolivien. Bei seiner Rückkehr nach Lima sprach er sich gegen den damaligen Präsidenten Perus José de La Mar aus, wurde selbst provisorischer Präsident und im gleichen Jahr zum regulären Präsident gewählt. 1839 wurde er erneut zum Präsidenten Perus gewählt.
Während der Schlacht von Ingavi am 18. November 1841 wurde Gamarra getötet.